# Peter Frei
Peter Frei (ur. 6 sierpnia 1946 w Davos) – szwajcarski narciarz alpejski. Jego najlepszym rezultatem na mistrzostwach świata było 7. miejsce w slalomie na mistrzostwach świata w Val Gardena. Zajął także 10. miejsce w slalomie na igrzyskach w Grenoble w 1968 r. Jego najlepszym sezonem w Pucharze Świata był sezon 1968/1969, kiedy to zajął 23. miejsce w klasyfikacji generalnej.

## Sukcesy

### Puchar Świata

#### Miejsca w klasyfikacji generalnej
- 1967/1968 – 27.
- 1968/1969 – 23.
- 1969/1970 – 34.
- 1970/1971 – 32.

#### Miejsca na podium
1. Wengen – 12 stycznia 1969 (slalom) – 3. miejsce